# Waldorf-Astoria Cigar Company

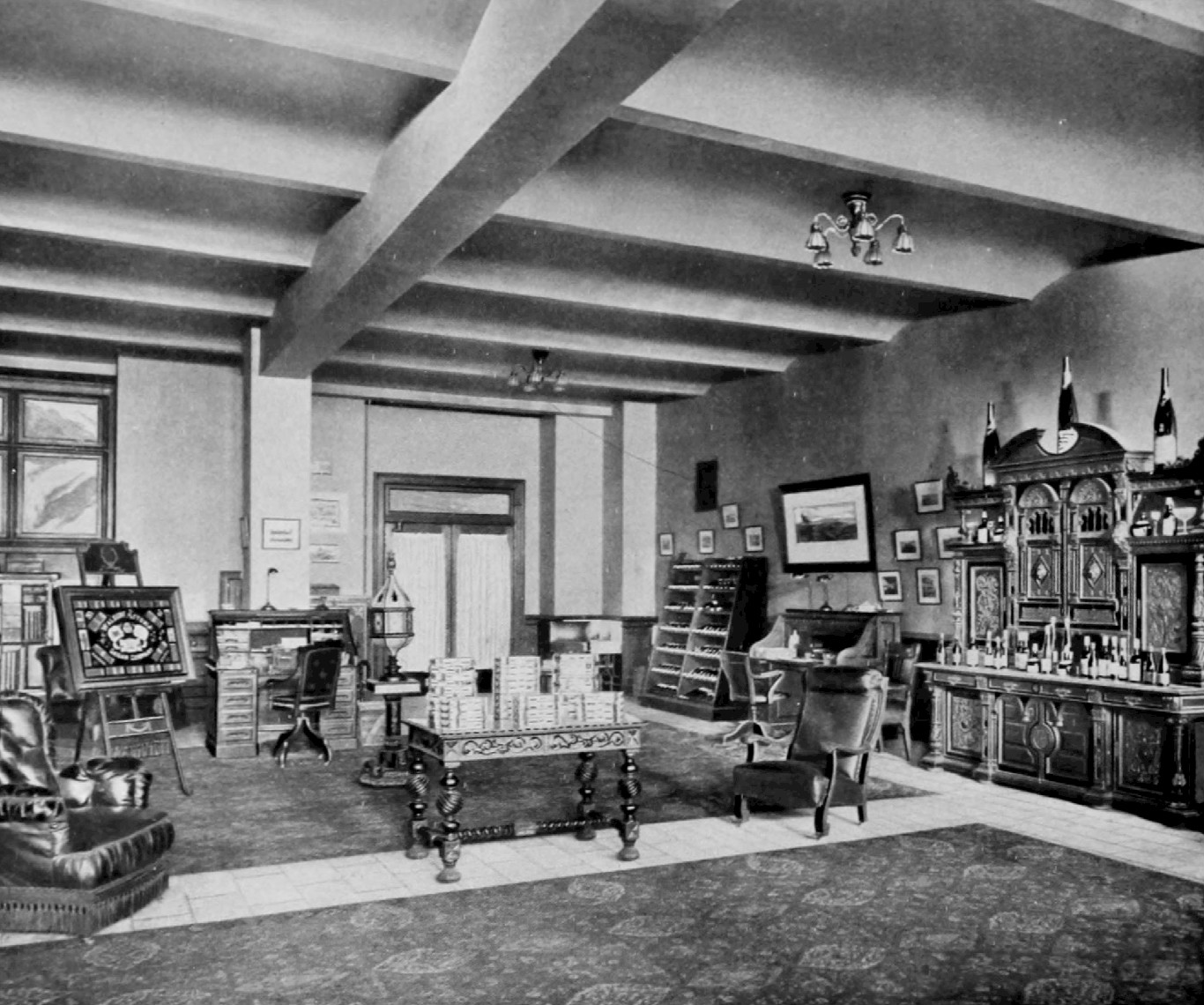
A sede da Waldorf-Astoria Cigar Company em 1903, no subsolo do hotel Waldorf–Astoria.

A Waldorf-Astoria Cigar Company (também chamada de Waldorf-Astoria Segar Company) foi uma tabacaria do hotel Waldorf–Astoria em Manhattan, Nova Iorque, Estados Unidos. Sua sede ficava no subsolo do hotel na Quinta Avenida. Seus humidores ficavam localizados no porão, onde também ficava o grande estoque de charutos cubanos da empresa. Seu valor de mercado foi estimado entre trezentos e quatrocentos mil dólares em valores da época.